# 张干民
张干民（1908年1月28日—1991年3月17日），原名张存礼，曾用名张翰民、赵金山，后改名赵文栋。山东省临清县人。中华人民共和国政治人物。

## 生平
1923年，张干民在济南的山东省立第一师范读书。1925年6月，经马守愚介绍加入中国共产主义青年团。1926年9月，加入中国共产党。之后到武汉中央军事政治学校学习。1927年国共合作失败后，被中共地下党派往山东工作，任共青团山东省委秘书长。10月，中共山东省委为加强鲁西地区的领导，开展农运工作，派张干民去聊城。10月16日，他与山东省委委员王寅生、赵以政、聂子政等，在赵以政家里成立中共东昌（即鲁西）县委，张干民出任书记。期间策划暴动，以当时官商勾结民怨最大的阳谷坡里天主教堂为攻占首要目标。1928年1月14日，中共东昌县委发动领导了坡里暴动，成立了东临地区革命委员会，开仓放粮，赈济灾民。1月18日，东临道道尹陆春元调集20余县的军警、地方民团千余人和张宗昌部队前往镇压农民暴动。农民军因寡不敌众而撤出。
暴动失败后，中共地下工作转为秘密进行，张干民遭到国民政府通缉。同年3月，张干民被调到山东省委工作，出任4月28日成立的鲁北特委委员（李春荣为书记，其他委员有李宗鲁、王旭鹏、于赞之、金谷兰）。5月4日，由于暴动被泄露，高唐政府派出警备队袭击了特委，原书记李春荣等人被杀，张干民等人被迫返回省委。同时济南五三惨案发生，工农运动进入低潮。张干民从鲁北折返到济南，与于培绪组织民运，印刷宣传材料。
1929年5月，张干民被中共中央调入东北，在中共满洲省委秘书处工作。同年中共大连地下党组织遭到破坏，中共满洲省委派张干民到大连重建，与吴晓天、朱全盛迅速成立中共大连特别支部，张干民出任书记。任内，他成立了码头工会，利用《泰东日报》进行宣传；联络机关位于《泰东日报》社（现中山区民生街76号）。9月掩护刚出狱的刘少奇护送回省委。同年12月，张干民受组织派遣，赴上海参加工运会议。
1930年1月，张干民参加中央训练班后，又被派回东北，在中共满洲省委工作。3月到奉天军械厂做工运工作，4月被捕，次月（1930年5月）出狱后，在省委组织部工作，代组织部长。此前由于杨靖宇被捕后，中共抚顺特别支部被毁掉后未能有效恢复，张干民因此被派往抚顺、化名赵金山，重组中共抚顺特别支部，并在同年7月成立，张干民出任书记。9月20日，他主持成立抚顺工人联合会，他和省委派到抚顺的王全荣、王扬德以嫂、侄相称，假建一个家庭在抚顺落户，做为中共抚顺特支机关办公所在地。10月下旬，恢复后的中共满洲省委决定把中共抚顺特支改为中共抚顺县委，由张干民任书记兼组织工作（李贺年担任为宣传委员）。县委下辖大井、古城子、农村三个支部。并发展抚顺工人纠察队、赤色工会。同年11月，中共抚顺县委再次遭到严重破坏。由于叛徒范青在1930年11月10日晚的会议结束后，向日本警察署报告了会议及林仲丹来抚顺的情况，林仲丹在11日回奉天的火车上被捕。当晚，中共满洲省委特派员杨一辰到县委找张干民谈工作，与张干民、赵发财一同被捕。12日，日军又在古城子等地逮捕了李鹤年、刘荣之、李德录、杨德昌等24人。同年12月25日，林育英、张干民等人，被引渡到抚顺县公安局。1933年张干民出狱，与中共地下党组织失去联系。1933年7月至1945年8月，他在临江县警察局工作。1945年8月日本投降后，经党组织审查张干民没有变节问题，重新分配工作。1945年9月，张干民在临江县政府、临江县公安局任专署特派员、科长。1947年2月至5月，升任任辽宁省工矿管理局科长。1947年6月至1948年2月，任辽宁鸭绿江航运局副局长。1948年8月，任东北粮食总局直属仓库主任。1949年4月，任东北粮食总局沈阳粮秣总厂厂长。
中华人民共和国成立后，1950年11月，任东北粮食总局加工处副处长。1951年6月，任东北人民政府财政部科长。1953年1月，任东北行政委员会粮食局总务科长。1955年3月，任吉林省粮食厅总务科长。1958年5月，任吉林省粮食厅工业处副处长。1983年，在吉林省粮食厅离休。1991年3月17日病逝，享年83岁。